# Gabriele di Saluzzo
Gabriele di Saluzzo, o Gabriele Ludovico del Vasto (Saluzzo, 26 settembre 1501 – Pinerolo, 29 luglio 1548), è stato un abate e marchese italiano.
Fu priore dell'abbazia di Santa Maria di Staffarda, vescovo di Aire e ultimo marchese di Saluzzo.

## Biografia
Quintogenito di Ludovico II e di sua moglie Margherita di Foix-Candale, venne avviato sin dalla tenera età alla carriera ecclesiastica, divenendo abate di Santa Maria di Staffarda e poi, per intercessione della madre, vescovo di Aire (Guascogna) dal 1530 al 1538, quando rinunziò allo stato clericale ed ottenne le redini del marchesato di Saluzzo nel momento più critico della sua storia. Lo Stato, sempre ambito dalla Francia e dai Savoia, era devastato dalle controversie interne dei fratelli Michele Antonio, Giovanni Ludovico e Francesco, che avevano prosciugato le sue finanze. L'energica Margherita di Foix deteneva da anni il potere di fatto, coadiuvata dall'autorevole vicario Francesco Cavassa e, per non perderlo, entrò in conflitto soprattutto con Francesco e Giovanni Ludovico, indirizzando decisamente la politica saluzzese verso la corona di Francia.
La marchesa madre prediligeva apertamente Michele Antonio, ma, vedendo fallire i suoi tentativi di conservazione dell'autorità perché fortemente contrastata dagli altri due figli, si ritirò nella contea di Castres (che le era stata concessa), in Linguadoca, non lontana dal suo luogo di origine, dove morirà nel 1536.
Fatto imprigionare Giovanni Ludovico (sostenitore di Carlo V, aveva regnato per poco più di un anno, ma sarà l'ultimo della linea dinastica, dato che la fine della sua vita avverrà nel 1563 in Francia), Francesco gli succedette per otto anni. Scomparso questi il 28 marzo 1537 senza prole, i francesi fecero lasciare la carica vescovile all'ultimogenito trentaseienne di Ludovico II e di Margherita, Gabriele, che così poté diventare marchese. Non possedeva brillanti capacità di governo, ma accettò e si trasferì nel palazzo di Revello, residenza preferita dalla madre: affidò subito la conduzione dello Stato al francese signore di Sanfront. La zecca di Carmagnola coniò pochissimi esemplari – due tipi in argento e tre di moneta sussidiaria – considerando la debole situazione economica del Paese e chiuse nel 1546.
I ministri di Francesco I di Francia fecero pressione sul debole Gabriele affinché si sposasse per evitare l'estinzione della dinastia: fu scelta Maddalena, figlia di Claudio d'Annebault, e il matrimonio fu celebrato il 10 dicembre 1544 nella cappella marchionale di Revello. Nonostante la giovinezza della sposa, la coppia non ebbe figli e il destino del marchesato, ovvero l'annessione alla Francia, era ormai segnato.
Le sontuose nozze rappresentarono per i sudditi l'estremo momento di illusione di riavere uno Stato forte e prestigioso come un tempo. Ma il marchese non riuscì ad impedire alle truppe francesi di insediarsi stabilmente intorno alla capitale e nei punti strategici, al fine di un più capillare controllo. Gabriele era ormai isolato e il suo ruolo marchesale puramente formale. I francesi, sicuri che i saluzzesi non si sarebbero opposti, il 23 febbraio 1548 accusarono il sovrano di cospirare con gli imperiali e lo rinchiusero nella fortezza di Pinerolo. Poco dopo lo liberarono, ma non poteva lasciare la cittadina. Il successivo 29 luglio l'ultimo marchese di Saluzzo morì, all'età di quasi 47 anni, dopo aver mangiato un melone avvelenato.
La salma di Gabriele fu prima tumulata nella chiesa pinerolese di San Francesco; poi, reclamata dagli ex sudditi, in San Bernardino a Saluzzo e, infine, nella cappella della chiesa di San Giovanni, non lontana dal sarcofago del genitore Ludovico II.
Dopo la deposizione di Gabriele (che aveva avuto un solo figlio naturale, Ettore), i rappresentanti dei comuni saluzzesi, riunitisi per decidere le sorti dell'antico feudo, decisero di chiedere l'annessione alla Francia e la conseguente perdita dell'indipendenza: nel 1549 Enrico II unì al Delfinato le terre che avevano costituito il marchesato di Saluzzo.

## Ascendenza
|                            |                           |                                 | Genitori                                |  |  | Nonni |  |  | Bisnonni               |  |  | Trisnonni              |  |
|                            |                           |                                 |                                         |  |  |       |  |  | Tommaso III di Saluzzo |  |  | Federico II di Saluzzo |  |
|                            |                           |                                 |                                         |  |  |       |  |  | Tommaso III di Saluzzo |  |  | Federico II di Saluzzo |  |
|                            |                           | Beatrice di Ginevra             |                                         |  |  |       |  |  | Tommaso III di Saluzzo |  |  |                        |  |
| Ludovico I di Saluzzo      |                           |                                 |                                         |  |  |       |  |  | Tommaso III di Saluzzo |  |  |                        |  |
|                            |                           | Margherita di Roucy             | Ugo II di Pierrepont                    |  |  |       |  |  |                        |  |  |                        |  |
|                            |                           | Margherita di Roucy             | Ugo II di Pierrepont                    |  |  |       |  |  |                        |  |  |                        |  |
|                            |                           | Margherita di Roucy             | Bianca di Coucy                         |  |  |       |  |  |                        |  |  |                        |  |
| Ludovico II di Saluzzo     |                           | Margherita di Roucy             |                                         |  |  |       |  |  |                        |  |  |                        |  |
|                            |                           | Giovanni Giacomo del Monferrato | Teodoro II del Monferrato               |  |  |       |  |  |                        |  |  |                        |  |
|                            |                           | Giovanni Giacomo del Monferrato | Teodoro II del Monferrato               |  |  |       |  |  |                        |  |  |                        |  |
|                            |                           | Giovanni Giacomo del Monferrato | Giovanna di Bar                         |  |  |       |  |  |                        |  |  |                        |  |
| Isabella Paleologa         |                           | Giovanni Giacomo del Monferrato |                                         |  |  |       |  |  |                        |  |  |                        |  |
|                            |                           | Giovanna di Savoia              | Amedeo VII di Savoia                    |  |  |       |  |  |                        |  |  |                        |  |
|                            |                           | Giovanna di Savoia              | Amedeo VII di Savoia                    |  |  |       |  |  |                        |  |  |                        |  |
|                            |                           | Giovanna di Savoia              | Bona di Berry                           |  |  |       |  |  |                        |  |  |                        |  |
| Gabriele di Saluzzo        |                           | Giovanna di Savoia              |                                         |  |  |       |  |  |                        |  |  |                        |  |
|                            | Gastone I di Foix-Candale | Arcimbaldo di Grailly           |                                         |  |  |       |  |  |                        |  |  |                        |  |
|                            | Gastone I di Foix-Candale | Arcimbaldo di Grailly           |                                         |  |  |       |  |  |                        |  |  |                        |  |
|                            | Gastone I di Foix-Candale | Isabella di Foix-Castelbon      |                                         |  |  |       |  |  |                        |  |  |                        |  |
| Giovanni I di Foix-Candale | Gastone I di Foix-Candale |                                 |                                         |  |  |       |  |  |                        |  |  |                        |  |
|                            |                           | Margherita d'Albret             | Arnaud-Amanieu VIII d'Albret            |  |  |       |  |  |                        |  |  |                        |  |
|                            |                           | Margherita d'Albret             | Arnaud-Amanieu VIII d'Albret            |  |  |       |  |  |                        |  |  |                        |  |
|                            |                           | Margherita d'Albret             | Margherita di Borbone-Clermont          |  |  |       |  |  |                        |  |  |                        |  |
| Margherita di Foix-Candale |                           | Margherita d'Albret             |                                         |  |  |       |  |  |                        |  |  |                        |  |
|                            |                           | Tommaso Kerdeston               | Leonardo Kerdeston                      |  |  |       |  |  |                        |  |  |                        |  |
|                            |                           | Tommaso Kerdeston               | Leonardo Kerdeston                      |  |  |       |  |  |                        |  |  |                        |  |
|                            |                           | Tommaso Kerdeston               | Margherita                              |  |  |       |  |  |                        |  |  |                        |  |
| Margherita Kerdeston       |                           | Tommaso Kerdeston               |                                         |  |  |       |  |  |                        |  |  |                        |  |
|                            |                           | Elisabetta de la Pole           | Michele de la Pole, II conte di Suffolk |  |  |       |  |  |                        |  |  |                        |  |
|                            |                           | Elisabetta de la Pole           | Michele de la Pole, II conte di Suffolk |  |  |       |  |  |                        |  |  |                        |  |
|                            |                           | Elisabetta de la Pole           | Katherine de Stafford                   |  |  |       |  |  |                        |  |  |                        |  |
|                            |                           | Elisabetta de la Pole           |                                         |  |  |       |  |  |                        |  |  |                        |  |